# 羅亨信
羅亨信（1377年—1457年），字用实，号乐素，广东东莞人。明朝政治人物，进士出身。

## 生平
永乐元年癸未科舉人，二年（1404年）甲申科二甲第八十四名进士。后選為翰林院庶吉士，編撰永樂大典。明英宗时，升右都御史，巡抚宣府。土木堡之变时，人们纷纷议论放弃宣府（宣府是明朝抵禦蒙古進軍的重地，亦係北京城屏障），罗亨信在城下举剑说，“谁敢出城者，斩”，方定人心。也先挟持明英宗到城下，罗亨信不开城，以孤城抵抗蒙古，作为京师的内屏，功劳甚大。明景帝时，进為左副都御史，后致仕归乡，八年后卒于家，享年八十一，時天順元年丁丑十月廿五日。存有《觉非集》。